# Tomasz Skweres
Tomasz Skweres (ur. 3 kwietnia 1984 w Warszawie) – polski kompozytor i wiolonczelista, mieszkający i pracujący w Wiedniu oraz Ratyzbonie.

## Życiorys
Urodził się w rodzinie o tradycjach naukowych i pedagogicznych. Ojciec, fizyk, pracował w Zjednoczonym Instytucie Badań Jądrowych w Dubnej, babka oraz matka kompozytora wykładały na Uniwersytecie Warszawskim.
Tomasz Skweres uczęszczał do Państwowej Ogólnokształcącej Szkoły Muzycznej I st. im. Emila Młynarskiego, od 1997 roku kształcił się w Wiedniu, wpierw w Wiedeńskim Konserwatorium, później na Uniwersytecie Muzycznym w Wiedniu, gdzie studiował kompozycję w klasie prof. Chayi Czernowin i prof. Detleva Müller-Siemensa (jednego z ostatnich uczniów Oliviera Messiaena i György Ligetiego) oraz wiolonczelę w klasie prof. Valentina Erbena (kwartet Albana Berga) oraz Stefana Kropfitscha.
W latach 2009–2011 był członkiem Wiedeńskiej Orkiestry Radiowej, od 2012 roku jest koncertmistrzem wiolonczel orkiestry Teatru Ratyzbony.
Tomasz Skweres jest autorem licznych utworów orkiestrowych, wokalnych i kameralnych na różne składy, również nietypowe, łączące klawesyn, gitarę, flet basowy prosty z instrumentami współczesnymi, np. saksofonem, instrumentami smyczkowymi oraz śpiewem.

## Media
Wybrane utwory kompozytora zostały nagrane dla Genuin Classics oraz Orlando Records, pojawiły się również na albumie Międzynarodowego Towarzystwa Muzyki Współczesnej i Związku Kompozytorów Austriackich oraz były transmitowane przez rozgłośnie radiowe Bayerischer Rundfunk, Norddeutscher Rundfunk, Ö1, australijskie ABC Classic FM, austriackie Radio Stephansdom oraz meksykańskie Frequencia Universitaria.
Utwory kompozytora wydawane są przez austriackie wydawnictwo muzyczne Doblinger Musikverlag oraz hamburskie Sikorski Musikverlage.

## Nagrody i stypendia jako kompozytor
- 2019 Zemlinsky Prize 2019: 2. nagroda
- 2018 20th International Chopin & Friends Festival "New Vision" Composition Competition: 2. nagroda
- 2017 międzynarodowy konkurs kompozytorski TONALi : 1. nagroda
- 2016 International composition competition Citta' di Udine: nagroda specjalna
- 2015 Förderpreis für Musik der Stadt Wien (nagroda miasta Wiednia z dziedziny kompozycji)
- 2014: Österreichisches Staatsstipendium für Komposition - stypendium Austriackiego Ministerstwa Kultury
- 2013: 1. nagroda na międzynarodowym konkursie Ernst Krenek Kompositionswettbewerb[4]
- 2011: wyróżnienie na konkursie Srebrna Szybka
- 2010: Startstipendium - stypendium Austriackiego Ministerstwa Kultury
- 2009: 1. nagroda w ramach konkursu kompozytorskiego na utwór obowiązkowy na Międzynarodowym Konkursie Muzyki Kameralnej im. Josepha Haydna w Wiedniu
- 2009: nagroda Theodora Körnera w dziedzinie kompozycji[5]
- 2009: 2. nagroda na międzynarodowym konkursie Internationaler Kompositionswettbewerb der Deutschen Hochdruckliga[6]
- 2009: stypendium dla kompozytorów szwajcarskiej fundacji Thyll-Dürr
- 2008: 2. nagroda na międzynarodowym konkursie Internationaler Franz Josef Reinl Kompositionswettbewerb
- 2008: stypendium austriackiej fundacji Czibulka
- 2006: 1. nagroda w ramach konkursu kompozytorskiego na utwór obowiązkowy na Międzynarodowym Konkursie Muzyki Kameralnej im. Josepha Haydna w Wiedniu[7]

## Twórczość

### utwory orkiestrowe
- Koncert na wiolonczelę i orkiestrę, 2020
- „Haymatloz“ na orkiestrę symfoniczną, 2019
- „Plutonion“ na orkiestrę symfoniczną, 2018
- „Concertino na orkiestrę smyczkową”, 2018
- „Anakalypteria“ na glos żeński i orkiestrę symfoniczną, 2016
- „über das farbige Licht der Doppelsterne...” na orkiestrę symfoniczną,2015
- „Masa Krytyczna“ (Critical Mass) na orkiestrę symfoniczną , 2013
- Nokturn na wiolonczelę i orkiestrę, 2011

### kameralne utwory sceniczne
- „Desiderium“ - opera kameralna na dwa soprany, dwóch aktorów i 5 instrumentów, 2017
- „Am Anfang starb ein Rabe“- na narratora, baryton i 12 instrumentów, 2010

### utwory na zespół instrumentalny
- „Topielica“- fantazja na rożek angielski i zespół instumentalny, 2019
- „Event Horizon“na 15 instrumentów, 2019
- „von Schwele zu Schwele“ na 13 instrumentów, 2015
- „Tituba“ na zespół instrumentalny (flet, obój, klarnet, trąbkę, fortepian, altówkę, wiolonczelę i kontrabas), 2013

### utwory z głosem
- „contra venenosos vermes” na wiolonczelę solo i chór mieszany, 2019
- „w poszukiwaniu rzeczydźwięku” na sopran i wiolonczelę, 2019
- „Rovanemi“ do wiersza Brigitty Stanek na sopran i wiolonczelę, 2017
- „in fremder fremde“ na mezzosopran i fortepian, 2017
- „mori no sakana“ do wiersza Eriki Kimury na sopran, klarnet basowy i wiolonczelę, 2014
- „Die Geometrie des Himmels ist unerhört“ do wierszy Semiera Insayif a na głos mówiony i 6 instrumentów, 2014
- „Sakubel Osil" do wiersza Mary Bautisty na sopran i 4 instrumenty (flet, klarnet, skrzypce i wiolonczelę), 2008/ nowa wersja 2014
- „Direkt" do tekstu 14. Psalmu ze Starego Testamentu na sopran, flet i wiolonczelę, 2007
- „Psalm 13" na tenor, flet i wiolonczelę, 2006
- „Gebet" na sopran i wiolonczelę, 2005

### muzyka kameralna
- „Plague“ na osiem wiolonczel, 2020
- „Piwosznik“ na klarnet basowy i wiolonczelę, 2019
- „Heavy Gravity“ na dwoje skrzypiec, 2019
- „Synapsen“ - cztery miniatury na instrumenty historyczne (flet prosty, puzon barokowy oraz viola da gamba), 2018
- „Katakumby“ na skrzypce, wiolonczelę i organy, 2018
- „Anekdota o Strawińskim” na skrzypce i fortpian, 2018
- „Coffin Ship” na wiolonczelę i akordeon, 2018
- „Coffin Ship” na saksofon sopranowy i akordeon, 2018
- „seven affects“ na skrzypce i wiolonczelę, 2017
- „Maledictio“ na flet prosty, flet poprzeczny, harfę i klawesyn, 2017
- „Grenzgänge“ na kwartet fortepianowy, 2016
- „Journay into the Subconscious“ na flet, wiolonczelę i fortepian, 2015
- „Elusive Thoughts“ na skrzypce, altówkę i wiolonczelę 2014, nowa wersja 2016
- „Memory Illussions“ na skrzypce i harfę, 2014
- „Penrose Square“ na kwartet saksofonowy, 2014
- „5 Miniaturen“ na saksofon, klarnet, akordeon i kontrabas, 2013
- „Hesitation“ na wiolonczelę i fortepian, 2012
- „Spannungsfelder“ na wiolonczelę i kontrabas, 2012
- „5 Elements“ na gitarę i fortepian , 2010
- „Autismus“ na flet i klawesyn, 2010
- „Axon“ na flet i klarnet, 2010
- „Asteria-Ortygia-Delos" na kwartet smyczkowy, 2009
- „Water“ na trio fortepianowe, 2008
- 1. kwartet smyczkowy, 2006

### utwory solowe
- „Impact“ na skrzypce solo, 2017
- „Drei Gedanken“ na klarnet solo, 2016
- „Guillotine“ na wiolonczelę solo, 2016
- „Short Story“ na gitarę solo, 2013
- „Reminiszenz“ na skrzypce solo, 2013
- „Deuterium“ na skrzypce solo, 2012
- „Double-headed“ na waltornię solo, 2012
- „Transformations“ na wiolonczelę solo, 2011
- „Reflections“ na fortepian solo, 2010

### wykonania utworów
Wykonania na festiwalach (wybór): 
- Europa: 
  - Austria: Wien Modern, Klangspuren (Tyrol), Vienna Saxfest 2014, Komponistenmarathon w Wiedniu, aNOther festival w Wiedniu
  - Polska: Warszawska Jesień, Musica Polonica Nova, Festiwal Leopoldinum we Wrocławiu
  - Włochy: Festiwal Risuonanze, Festiwal Contemporenea w Udine, Festiwal Contrasti
  - Ukraina: Festiwal Kontraste we Lwowie, Ukraińskie Biennale Muzyki Współczesnej, Kyiv Intarnational Contemporary Music Days
  - Inne państwa Europy: Festiwal Musica 2015 w Strasburgu (Francja), Biennale Bern, Festiwal Goslar Harz (Niemcy), Meridian Festival w Bukareszcie, Musikalischer Sommer in Ostfriesland (Niemcy)
- Azja: ISCM World Music Days 2016 w Korei Południowej/Tongyeong International Music Festival, ISCM-Musicarama w Hongkongu
- Ameryka Południowa: Bienal Música Hoje w Kurytybie (Brazylia), Distat Terra Festival w Choele Choel (Argentyna)

### zamówienia kompozytorskie
Zamówienia kompozytorskie (wybór):
- Austria: Radio-Symphonieorchester Wien (Symfoniczna Orkiestra Radiowa w Wiedniu), Wiedeński Konzerthaus, Festiwal Wien Modern, Ensemble Wiener Collage, Ensemble Zeitfluss w Grazu, Platypus Ensemble, Reconsil Ensemble
- Niemcy: Niederbayerische Philharmonie, Philharmonisches Orchester Regensburg, TONALi Hamburg, Theater Regensburg, Ensemble Risonanze Erranti
- Polska: Warszawska Jesień, Narodowe Forum Muzyki we Wrocławiu, Musica Polonica Nova, Orkiestra Muzyki Nowej, Orkiestra Leopoldinum, Apollon Musagete Quartet
- Szwajcaria: Fundacja Thyll-Dürr